# خوسيبا ساريونانديا
خوسيبا ساريونانديا أوربلاريا (بالإسبانية: Joseba Sarrionandia Uribelarrea، ولد في لوريتا ببيسكاي في 13 أبريل 1958 م) هو كاتب باسكي وعضو في منظمة إيتا الانفصالية، له العديد من كتب الشعر والقصص القصيرة. منذ فراره من السجن في عام 1985 م بعد إدانته بالانتماء لإيتا، ومن ذلك الوقت وهو يحيى مستخفيا في حين يتابع الكتابة.

## سيرته
حصل ساريونانديا على الدكتوراة في الفقه التاريخي للغة الباسك من جامعة ديوستو في بيلابو. عمل كمدرس للغة الباسك كما ‌درّس الصوتيات في مركز بيرغارا التابع لجامعة إسبانيا الوطنية للتعليم عن بعد (UNED) وفي جامعة الباسك الصيفية (Udako Euskal Unibertsitatea) كما كتب مقالات لعدد من المجلات. كما أنشأ خوسيبا فرقة موسيقية مع آخرين، ومجلة إبايزابال. وعمل كذلك على مسرودات قصيرة وترجمة بعض الكتب من أشهرها سجع البحار القديم لصومائيل تايلور كولريدج.
[بحاجة لمصدر]
وفي عام 1980 م، أثناء انتسابه لمنظمة إيتا، اعتقل خوسيبا من قبل الشرطة الإسبانية وحكم عليه بالسجن لمدة 22 عاما، وقد تأثرت كتابته منذئذ بتجربته تلك. وفي السابع من يوليو 1985 م، وهو يوم سان فيرمن، فرّ هو وإيناكي بيكايا من السجن أثناء حفلة للمغني الباسكي إيمانويل لارزابال بالاختباء في مكبر للصوت. وقد ألفت فرقة الروك الباسكية كورتاتو أغنية «ساري، ساري» (Sarri, Sarri) تشريفا لهذا الحدث. وما زال ساريونانديا مختفيا منذ هروبه.
[بحاجة لمصدر]

## أعماله
لساريونانديا ما يقارب التسعة عشر مؤلفا صدرت ما بين عامي 1981 و 2004 م. كذلك، فقد ترجم كتبا لعدد من مؤلفين. ويظهر موضوع النفي والإقصاء بشكل بارز في كتابات ساريونانديا، كما هو الحال في روايته لاغون إزوزتوا (وتعني «الصديق المتجمد» باللغة الباسكية). وقد ألف كتبا وأشعارا غنى بعضها مغنون باسكيون مختلفون. كما صدر كتاب مسموع اسمه «هاو دا إني أونداسون غوزيا» يقرأ في ساريونانديا أشعار بصوته ويحوي أغان كثيرة لمغنين مختلفين.
[بحاجة لمصدر]

### من أشعاره
- العبد الحداد

## وصلات خارجية
- خوسيبا ساريونانديا على موقع ميوزك برينز (الإنجليزية)
- Izuen gordelekuetan barrena، من أشعاره.
- Gartzelako poemak نسخة محفوظة 16 ديسمبر 2012 at Archive.is، من أشعاره.
- مشروع لترجمة أشعاره إلى العديد من اللغات (باستخدام نظام الويكي). نسخة محفوظة 8 يوليو 2012 at Archive.is